# Piero Carini
Pietro Franco „Piero“ Carini (* 6. März 1921 in Genua; † 30. Mai 1957 in Saint-Étienne, Frankreich) war ein italienischer Automobilrennfahrer.

## Karriere
Am 6. Juli 1952 startete Carini zum ersten Mal in einem Formel-1-Rennwagen in Rouen beim Großen Preis von Frankreich, schied dort aber genau wie bei seinen zwei weiteren Rennen durch einen technischen Defekt frühzeitig aus. Seine beste Position im Qualifying war Platz 19 in Frankreich 1952.
Am 30. Mai 1957 verunglückte er tödlich bei einem Sportwagenrennen in Saint-Étienne.

## Statistik

### Statistik in der Automobil-Weltmeisterschaft

#### Gesamtübersicht
| Saison | Team              | Chassis            | Motor           | Rennen | Siege | Zweiter | Dritter | Poles | schn. Rennrunden | Punkte | WM-Pos. |
| ------ | ----------------- | ------------------ | --------------- | ------ | ----- | ------- | ------- | ----- | ---------------- | ------ | ------- |
| 1952   | Scuderia Marzotto | Ferrari 166        | Ferrari 1.5 V12 | 2      | −     | −       | −       | −     | −                | −      | NC      |
| 1953   | Scuderia Ferrari  | Ferrari 553 Squalo | Ferrari 2.0 L4  | 1      | −     | −       | −       | −     | −                | −      | NC      |
| Gesamt | Gesamt            | Gesamt             | Gesamt          | 3      | −     | −       | −       | −     | −                | −      |         |

#### Einzelergebnisse
| Saison | 1 | 2 | 3   | 4 | 5   | 6 | 7 | 8   | 9 |
| ------ | - | - | --- | - | --- | - | - | --- | - |
| 1952   |   |   |     |   |     |   |   |     |   |
|        |   |   | DNF |   | DNF |   |   |     |   |
| 1953   |   |   |     |   |     |   |   |     |   |
|        |   |   |     |   |     |   |   | DNF |   |

| Legende  | Legende            | Legende                                                          |
| Farbe    | Abkürzung          | Bedeutung                                                        |
| -------- | ------------------ | ---------------------------------------------------------------- |
| Gold     | –                  | Sieg                                                             |
| Silber   | –                  | 2. Platz                                                         |
| Bronze   | –                  | 3. Platz                                                         |
| Grün     | –                  | Platzierung in den Punkten                                       |
| Blau     | –                  | Klassifiziert außerhalb der Punkteränge                          |
| Violett  | DNF                | Rennen nicht beendet (did not finish)                            |
| Violett  | NC                 | nicht klassifiziert (not classified)                             |
| Rot      | DNQ                | nicht qualifiziert (did not qualify)                             |
| Rot      | DNPQ               | in Vorqualifikation gescheitert (did not pre-qualify)            |
| Schwarz  | DSQ                | disqualifiziert (disqualified)                                   |
| Weiß     | DNS                | nicht am Start (did not start)                                   |
| Weiß     | WD                 | zurückgezogen (withdrawn)                                        |
| Hellblau | PO                 | nur am Training teilgenommen (practiced only)                    |
| Hellblau | TD                 | Freitags-Testfahrer (test driver)                                |
| ohne     | DNP                | nicht am Training teilgenommen (did not practice)                |
| ohne     | INJ                | verletzt oder krank (injured)                                    |
| ohne     | EX                 | ausgeschlossen (excluded)                                        |
| ohne     | DNA                | nicht erschienen (did not arrive)                                |
| ohne     | C                  | Rennen abgesagt (cancelled)                                      |
| ohne     | keine WM-Teilnahme |                                                                  |
| sonstige | P/fett             | Pole-Position                                                    |
| sonstige | 1/2/3/4/5/6/7/8    | Punktplatzierung im Sprint-/Qualifikationsrennen                 |
| sonstige | SR/kursiv          | Schnellste Rennrunde                                             |
| sonstige | *                  | nicht im Ziel, aufgrund der zurückgelegten Distanz aber gewertet |
| sonstige | ()                 | Streichresultate                                                 |
| sonstige | unterstrichen      | Führender in der Gesamtwertung                                   |

### Le-Mans-Ergebnisse
| Jahr | Team           | Fahrzeug              | Teamkollege     | Platzierung | Ausfallgrund    |
| ---- | -------------- | --------------------- | --------------- | ----------- | --------------- |
| 1953 | SpA Alfa Romeo | Alfa Romeo 6C 3000 CM | Consalvo Sanesi | Ausfall     | Getriebeschaden |

### Einzelergebnisse in der Sportwagen-Weltmeisterschaft
| Saison | Team                                    | Rennwagen                                                    | 1   | 2   | 3   | 4   | 5   | 6   | 7   |
| ------ | --------------------------------------- | ------------------------------------------------------------ | --- | --- | --- | --- | --- | --- | --- |
| 1953   | Alfa Romeo Scuderia Ferrari San Giorgio | Alfa Romeo 1900 Alfa Romeo 6C 3000 CM Ferrari 375MM Osca MT4 | SEB | MIM | LEM | SPA | NÜR | RTT | CAP |
| 1953   | Alfa Romeo Scuderia Ferrari San Giorgio | Alfa Romeo 1900 Alfa Romeo 6C 3000 CM Ferrari 375MM Osca MT4 |     | DNF | DNF | DNF | 7   |     |     |
| 1954   | Alfa Romeo Finmeccanica                 | Alfa Romeo 1900                                              | BUA | SEB | MIM | LEM | RTT | CAP |     |
| 1954   | Alfa Romeo Finmeccanica                 | Alfa Romeo 1900                                              |     |     | 8   |     |     | 20  |     |
| 1955   | Osca                                    | Ferrari 750 Monza Osca MT4                                   | BUA | SEB | MIM | LEM | RTT | TAR |     |
| 1955   | Osca                                    | Ferrari 750 Monza Osca MT4                                   |     |     | DNF |     |     | 7   |     |
| 1956   | Piero Carini                            | Alfa Romeo Giulietta SV                                      | BUA | SEB | MIM | NÜR | KRI |     |     |
| 1956   | Piero Carini                            | Alfa Romeo Giulietta SV                                      |     |     | DNF | 14  |     |     |     |